# (200343) 2000 JV
(200343) 2000 JV es un asteroide perteneciente al cinturón de asteroides descubierto el 1 de mayo de 2000 por el equipo del Lincoln Near-Earth Asteroid Research desde el Laboratorio Lincoln, Socorro, Nuevo México, Estados Unidos.

## Designación y nombre
Designado provisionalmente como 2000 JV.

## Características orbitales
2000 JV está situado a una distancia media del Sol de 2,433 ua, pudiendo alejarse hasta 2,985 ua y acercarse hasta 1,881 ua. Su excentricidad es 0,226 y la inclinación orbital 11,39 grados. Emplea 1386,53 días en completar una órbita alrededor del Sol.

## Características físicas
La magnitud absoluta de 2000 JV es 16. Tiene 4,675 km de diámetro y su albedo se estima en 0,024. 